# Clepsis oblimatana
Clepsis oblimatana es una especie de polilla del género Clepsis, categorizada en la tribu Archipini, de la subfamilia Tortricinae.

## Distribución
Se distribuye por Siria y Palestina.

## Taxonomía
Fue descrita por Kennel en 1901 y publicada en (Tortrix), Dt. ent. Z. Iris 13(1900): 228.